# Salzach
A Salzach 225 km-es hosszával az Inn leghosszabb mellékfolyója. Útjának nagy részét Ausztriában teszi meg, az utolsó 59 km-es szakaszán határfolyó Ausztria és Németország között.

## Nevének eredete
Neve a német Salz (só) szóból ered, mivel a 19. századig vizén szállították a sót. 1791-ben még Salza volt a neve, amelyet ma egy alsó-ausztriai folyó visel. Régebbi nevei: Iuarum, Viarum, Igonta.

## Futása

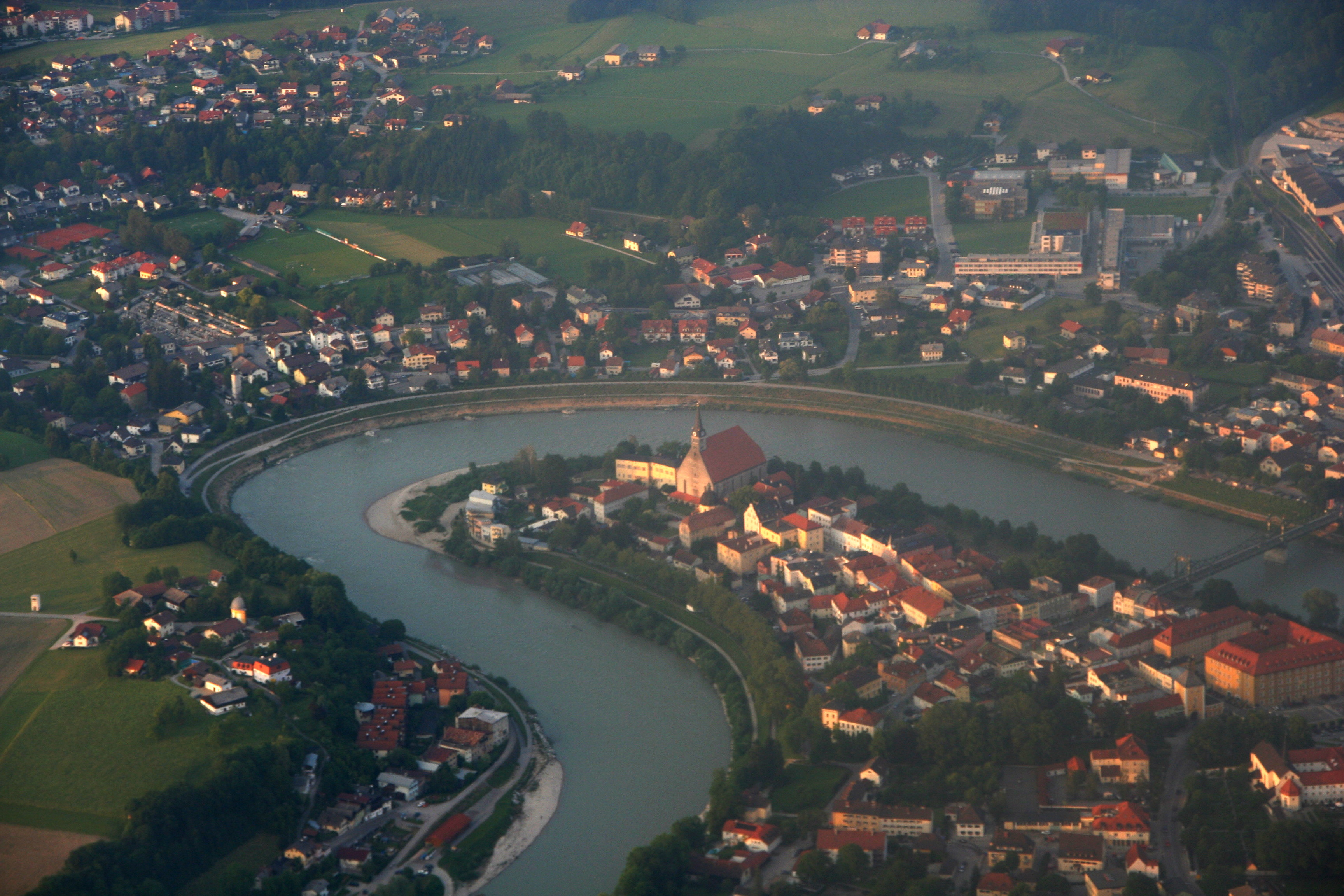
A Salzach kanyarulata (Laufen/Oberndorf)

A Salzach a Kitzbüheli-Alpokban ered 2300 méteres magasságban, Krimml közelében. Schwarzach-ig széles völgyben folyik keleti irányban, majd ezután északnak fordulva a Paß Luegnél töri át az Alpok északi hegyláncait. Alsó szakaszán keresztülfolyik Hallein és Salzburg városán, majd 344 méteres magasságban Haimingnál torkollik az Innbe.

## Árvizek
|                     | Golling | Salzburg | Laufen | Burghausen |
| ------------------- | ------- | -------- | ------ | ---------- |
| Folyamkilométer     | 93,41   | 64,35    | 47,50  | 11,40      |
| Közép vízhozam m³/s | 140     | 176      | 239    | 251        |

A fenti adatok alapján Salzach egyike a legnagyobb osztrák és bajor folyóknak. Kedvezőtlen időjárási körülmények között, a hegyvidéki vízgyűjtőkön bekövetkező tartós esőzés hatására a jelentős árhullámok vonulnak le rövid idő alatt rajta.
Az áradások a június és szeptember közötti időszakra jellemzőek, kevésbé a téli hónapokban. Talán minden idők legnagyobb árvize 1786. június 25-én vonult le, elöntve Salzburg óvárosát. Egy emléktábla szerint az 1571 májusában bekövetkezett áradások 2226 ember halálát okozták, majd a következő év júliusban történt árvíz 13 házat és pajtát vitt el. A legutóbbi idők legnagyobb árvizei az 1899. augusztus-szeptemberi árvíz volt, amely a 2300–2500 m³/s vízhozamával 1899. szeptember 14-én elöntötte a várost.
1920. szeptember 7-én a vízhozam 2200 m³/s volt. Ez időig a mértékadónak tekintett 2002. augusztus 12-ei árvíz 8,30 m-el állt 10 cm-el a kritikusnak mondott szint alatt elöntve a belvárost. A 2013. június 1–2-án bekövetkezett árvíz a 2002-est megközelítő vízhozammal vonult le.
Salzburg város területén belül mértékadó vízhozamok közül a 2300 m³ másodpercenkénti vízhozam elöntés mentesen tud levonulni, a 100 éves árhullám vízhozama pedig 3.100 m³/s, vagy a feletti árhullám.
A ritka téli árhullámok közül a 2002. március 21-én levonult árhullám vízhozama 1060 m³/s volt, amely kb. 2 évente az év más időszakában megjelenő nagyvizek szintjét éri csak el, azonban a márciusi időszakban csak 100 évente ha egyszer jelentkezik.

## Mellékvizei
Felső és középső szakaszán: Putzengraben, Krimmler Ache, Obersulzbach, Dürnbach, Untersulzbach, Habach, Mühlbach, Hollersbach, Felberbach, Stubache, Kapruner Ache, Fuscher Ache, Rauriser Ache, Gasteiner Ache, Großarlbach, Kleinarlbach, Fritzbach
Alsó szakaszán: Lammer, Almbach, Torrener Bach, Tauglbach, Königsseeache, Saalach, illetve bajor oldalon a Sur és a Götzinger Ache.
Legnagyobb mellékfolyója a Saalach.

## Települések a folyó mentén

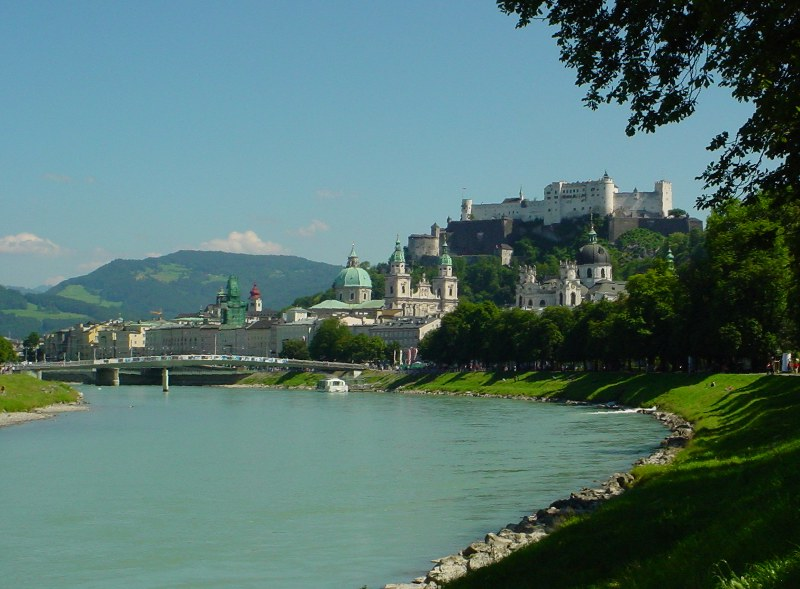
A Salzach Salzburgnál

- Mittersill
- St. Johann im Pongau
- Bischofshofen
- Golling an der Salzach
- Werfen
- Hallein
- Puch bei Hallein
- Salzburg
- Freilassing
- Laufen és Oberndorf
- Tittmoning
- Burghausen